# 1960年投注及博彩法令
《1960年投注及博彩法令》（英語：Betting and Gaming Act 1960）是英國國會的一項法令，旨在將英國其他形式的賭博合法化。該法令於1960年9月1日通過，1961年1月1日生效。

## 法令
根據1949至1951年皇家投注、獎券及博彩委員會的建議，該法令於1961年1月1日生效，並首先准許在橋牌等技能遊戲中舉行小額賭博。自1961年5月起，投注店獲准開業。
截至1965年，大約有16,000個牌照由各地裁判官發出。

## 目標
該法令旨在令賭博遠離街頭。自該法令生效當日起，會對街頭賭博判以罰款。

## 影響
投注店的開業影響了英國的賽狗業。

## 外部連結
- Mentions of the Betting and Gaming Act 1960 in Hansard. （页面存档备份，存于）
- Mark Griffiths. . Gerhard Meyer; Tobias Hayer; Mark Griffiths  (编). . Springer Science & Business Media. 2009-04-29: 103–22. ISBN 978-0-3870-9486-1.